# East Fork Andreafsky
Pour les articles homonymes, voir East Fork.

La rivière East Fork Andreafsky est un cours d'eau d'Alaska, aux États-Unis située dans la  région de recensement de Wade Hampton. C'est un affluent de la rivière Andreafsky, elle-même affluent du  fleuve Yukon.

## Description
Longue de 125 milles (201 km), elle coule en direction du sud-ouest pour se jeter dans la rivière Andreafsky à 5 milles (8 km) de son confluent avec le fleuve Yukon.
Son nom local a été référencé pour la première fois en 1942.

## Sources
- (en) « East Fork Andreafsky », Geographic Names Information System